# Helena Pickard
Helena Pickard (* 13. Oktober 1900 in Hansworth, Sheffield, South Yorkshire; † 27. September 1959 in Checkendon Court, Oxfordshire) war eine britische Schauspielerin.

## Leben
Helena Pickard gab ihr Filmdebüt in der 1924 veröffentlichten Stummfilmkomödie The Clicking Of Cuthbert von Andrew P. Wilson nach einer Kurzgeschichte von P. G. Wodehouse. 1928 heiratete sie den Schauspieler und Regisseur Cedric Hardwicke, aus dieser Ehe stammt ihr Sohn, der Schauspieler Edward Hardwicke. Die Ehe wurde 1950 geschieden und Pickard heiratete erneut.
Seit ihrem Auftritt in Limelight „Pixie“ genannt, trat sie zwischen 1924 und 1956 in mehreren großen Filmproduktionen und ab 1950 auch im Fernsehen auf. Daneben hatte sie Vorstellungen am Theater. Ihr letzter Film war Doublecross  1956.

## Filmografie
- 1924: The Clicking of Cuthbert
- 1930: Lord Richard in the Pantry (nicht im Abspann)
- 1931: Cupboard Love
- 1931: Splinters in the Navy
- 1934: Music Hall
- 1934: Nell Gwyn
- 1937: Limelight
- 1940: Let George Do It!
- 1940: Saloon Bar
- 1943: Auf ewig und drei Tage (Forever and a Day)
- 1944: Scotland Yard greift ein (The Lodger)
- 1947: The Turners of Prospect Road
- 1950: Miss Pilgrim’s Progress
- 1951: Florence Nightingale – Ein Leben für den Nächsten (The Lady with the Lamp)
- 1954: Make Me an Offer
- 1956: Doublecross